# Israël Jefroykin
Israël Jefroykin, né le 24 janvier 1884 Viekšniai en Lituanie et mort le 12 avril 1954 à Neuilly-sur-Seine, est un des leaders de la communauté juive de France durant la première moitié du XXe siècle.

## Biographie
Israël Jefroykin est né à Viekšniai en Lituanie dans une famille traditionaliste, il reçoit une éducation mêlant les valeurs juives, les valeurs du libéralisme européen, et l'idéal sioniste.
Il devient rapidement un acteur actif au sein de la communauté juive russe. Après les pogroms russes de 1905, il fonde avec Simon Dubnov le Folkspartei. Entre 1915 et 1917, il est, avec Zelig Kalmanovitch, rédacteur du journal Di Wach qui paraissait a Vilnius. Mais à la suite de la révolution d'Octobre 1917, il émigre en France et s'installe à Paris, ou il fonde la Kehila.

### Après la Première Guerre mondiale
Après la Première Guerre Mondiale, il est membre des délégations juives à la Conférence de la paix de Paris ainsi que secrétaire général de la Conférence Mondiale Juive des Réparations.
Il devient ensuite président de la Fédération des sociétés juives de France, membre honoraire du Comité Exécutif du Congrès Juif Mondial, et rédacteur en chef et mécène de la revue littéraire « Kiyoum ».

En 1934, à la suite du pogrom de Constantine, il exhorte le Congrès Juif Mondial de demander l'intervention du gouvernement français :
Ce n'est pas, une affaire française de laquelle nous puissions nous désintéresser, mais une question d'ordre national juif. Quand donc comprendrons-nous, qu'un même lien unit tous les Juifs du monde et que les souffrances des nôtres , sous quelque point du globe qu'elles se produisent, sont, pour nous, comme un fer brûlant?
Le Congrès accepte sa demande et intervient auprès du Gouvernement.

### Décès
Il décède le 12 avril 1954 à l'âge de 70 ans et est enterré temporairement au cimetière de Montparnasse. À ses funérailles sont présents Nahum Goldmann, le Grand-rabbin de France Jacob Kaplan, et l'Ambassadeur d'Israël en France Jacob Tsur. Selon sa demande, sa dépouille est transférée en Israël, au Mont des Répits, à Jérusalem.

### Famille
Il est le frère aîné de l’écrivain Zalman (Salman) Jefroykin et le père de Jules Jefroykin.